# Ipiguá
Ipiguá es un municipio brasilero del estado de São Paulo. Se localiza a una latitud 20º39'24" sur y a una longitud 49º23'14" oeste, estando a una altitud de 508 metros. La población es de 4.463 habitantes (IBGE/2010).
La ciudad se localiza en el norte del estado, cerca de 20 km de São José do Río Preto.

## Historia
El poblado tuvo su inicio en 1921, y en 1927 fue elevado a distrito. Ipiguá fue establecida oficialmente como municipio en diciembre de 1993, con el desmembramiento de São José do Río Preto.

## Geografía

### Demografía
Datos del Censo - 2010
Población total: 4.463
- Urbana: 2.697
- Rural: 1.766
- Hombres: 2.267[6]
- Mujeres: 2.196

Mortalidad infantil hasta 1 año (por mil): 9,92
Expectativa de vida (años): 74,76
Tasa de fertilidad (hijos por mujer): 2,56
Tasa de alfabetización: 89,17%
Índice de Desarrollo Humano (IDH-M): 0,790
- IDH-M Salario: 0,697
- IDH-M Longevidad: 0,829
- IDH-M Educación: 0,844

(Fuente: IPEAFecha)